# Zdenko Zorko
Zdenko Zorko, född 18 augusti 1950 i Zagreb, SFR Jugoslavien (nu Kroatien), är en kroatisk, tidigare jugoslavisk handbollstränare och handbollsmålvakt. Som spelare var han med och tog OS-guld 1972 i München.

## Klubbar som spelare
- RK Zagreb (1967–1972)
- RK Medveščak (1972–1976)
- RK Celje (1976–1978)
- RK Zagreb (1978–1983)

## Tränaruppdrag
- RK Zagreb (1985–1988)
- RK Borac Zagreb (1988–1989)
- RK Celje (1989–1990)
- Industrogradnja (1990–1992)
- ŽRK Lokomotiva Zagreb (1993–1997)
- RK Zagreb (assisterande, 1999–2000)